# Siheung-dong, Seoul
Siheung-dong (koreanska: 시흥동) är en stadsdel i stadsdistriktet Geumcheon-gu i Sydkoreas huvudstad Seoul.

## Indelning
Administrativt är Siheung-dong indelat i:
| Namn    | Namn                | Yta km² | Invånare 31 dec 2020 |
| ------- | ------------------- | ------- | -------------------- |
| 시흥1동 | Siheung 1(il)-dong  | 1,71    | 35 781               |
| 시흥2동 | Siheung 2(i)-dong   | 1,26    | 22 092               |
| 시흥3동 | Siheung 3(sam)-dong | 1,07    | 11 285               |
| 시흥4동 | Siheung 4(sa)-dong  | 0,87    | 21 520               |
| 시흥5동 | Siheung 5(o)-dong   | 1,39    | 20 328               |